# Stoica Ludescu
Stoica Ludescu (sec. XVII) a fost un om de casă (logofăt, „slugă bătrână” zice el) al familiei Cantacuzinilor. El ar fi scris Letopisețul Cantacuzinesc conform lui Nicolae Iorga, paternitate disputată de alți autori.  